# エコーズ〜啓示
『エコーズ〜啓示』（エコーズ けいじ、原題：Echoes - The Best of Pink Floyd ）は、2001年に発表されたピンク・フロイドの2枚組ベスト・アルバム。デビューから35年目となるピンク・フロイドにとって“初”のベスト盤である。
それまでにも『ピンク・フロイドの道』（1971年）、『時空の舞踏』（1981年）、『ワークス〜ピンク・フロイドの遺産』（1983年）という3作の編集盤があったものの、いずれも代表作を網羅できておらず、ベストといえるような内容ではなかった。しかし本作は脱退していたロジャー・ウォーターズを含めてフロイドのメンバー4人で選曲を行なって作られたもので、いわば初のお墨付きのベスト・アルバムとなった。

## 概要
シド・バレット率いるサイケデリック・ロック時代、メンバーのエッセンスが溶け合ったプログレッシブ・ロック時代、ロジャー・ウォーターズ率いるコンセプト・アルバム時代、そしてデヴィッド・ギルモア率いる新生フロイド時代のすべてを網羅している。また、ジェイムズ・ガズリーによって新たに編集がし直され、すべての曲間が繋がれている。特にタイトルにもなった「エコーズ」は、大胆な編集（カット）がなされている。
ギルモアは当初、アルバム・タイトルを『サム・オブ・ザ・パーツ』（Sum of the parts）にしようと考えていたが、ウォーターズが「あまりにお粗末だ」と反対して、「『エコーズ』にしよう」と提案した。また、ウォーターズの希望としては「できれば年代順にまとめてほしかった」と話している。
1枚目の最初の曲が「天の支配」に始まり、2枚目の最後の曲が「バイク」で終わる構成になっている。これは最初のアルバム『夜明けの口笛吹き』と同じ配置であり、メンバー達のシド・バレットに対する思いの深さを感じさせる構成になっている。
また、「ホエン・ザ・タイガー・ブローク・フリー」は本作がアルバム初収録となった。その後に発売された『ファイナル・カット』のリマスター盤にも収録されている。
なお、本作は実験音楽を指向していた『ウマグマ』、『原子心母』、映画のサウンドトラック盤である『モア』、『雲の影』からの曲は収録されていない。
1994年の『対』以来、新作が発表されていないにもかかわらず、このアルバムは全英・全米チャートで第2位という大ヒットを記録した。
本作がフロイドの代表的なベスト・アルバムとなった一方で、過去に発売されたベスト・アルバムでしか聴くことのできない（オリジナル・アルバムにも収録されていない）曲も存在する。
- 『ピンク・フロイドの道』 - 「ユージン、斧に気をつけろ」と「夢に消えるジュリア」のスタジオ録音版
- 『時空の舞踏』 - 「マネー」の再録音版
- 『ワークス〜ピンク・フロイドの遺産』 - 「エンブリオ」のスタジオ録音版

## 収録曲

### DISC 1
1. 天の支配 - Astronomy Domine
2. シー・エミリー・プレイ - See Emily Play
3. ザ・ハピエスト・デイズ・オブ・アワ・ライヴズ - The Happiest Days of Our Lives
4. アナザー・ブリック・イン・ザ・ウォール (パート2) - Another Brick in the Wall - Part II
5. エコーズ - Echoes
6. ヘイ・ユー - Hey You
7. 孤立 - Marooned
8. 虚空のスキャット - The Great Gig in the Sky
9. 太陽賛歌 - Set the Control for the Heart of the Sun
10. マネー - Money
11. キープ・トーキング - Keep Talking
12. シープ - Sheep
13. 時のない世界 - Sorrow

### DISC 2
1. クレイジー・ダイアモンド - Shine on You Crazy Diamond (Parts 1-7)
2. タイム - Time
3. ザ・フレッチャー・メモリアル・ホーム - The Fletcher Memorial Home
4. コンフォタブリー・ナム - Comfortably Numb
5. ホエン・ザ・タイガー・ブローク・フリー - When the Tigers Broke Free
6. 吹けよ風、呼べよ嵐 - One of These Days
7. アス・アンド・ゼム - Us and Them
8. 幻の翼 Learning to Fly
9. アーノルド・レーン - Arnold Layne
10. あなたがここにいてほしい - Wish You Were Here
11. ジャグバンド・ブルース - Jugband Blues
12. 運命の鐘 - High Hopes
13. バイク - Bike